# Saadiens
1509–1659
Entités précédentes :
- Wattassides

Entités suivantes :
- Dilaïtes
- Empire chérifien sous les Alaouites
- Autres principautés indépendantes

Les Saadiens ou Zaydanides (en arabe : السعديون, as-Saʿdiyyūn , Banū Zaydān ; en amazighe : ⵉⵙⵄⴷⵉⵢⵏ, Iseʿdiyen) est une dynastie d'origine arabe, l'une des six dynasties (les autres étant les Idrissides, Almoravides, Almohades, Mérinides, Alaouites) qui ont régné sur le Maroc, de 1549 à 1659, et dont la capitale fut Marrakech.
Princes de Tagmadert à partir de 1509, ils gouvernent à partir de 1511 une principauté s'étendant sur le Souss, le Tafilalet et la vallée du Drâa, à laquelle ils annexent Marrakech en 1524. L’influence des confréries jazouliennes conduit à la formation de l'État saadien, celle-là est telle que ce dernier est qualifié d'« État Guezoula »,.
Reconnaissant d'abord l'autorité centrale des Wattassides, les deux dynasties entrent en confrontation dès 1528 et, à la suite d'une bataille à l'issue indécise, se voient confirmer leur autorité sur le Sud du Maroc par le traité de Tadla. La paix retrouvée permet aux Saadiens de concentrer leurs efforts contre les possessions portugaises et d'en reprendre une partie, ce qui leur confère une plus grande popularité et les pousse à contester aux Wattassides leur trône.
À la suite de la reprise du conflit interne, 19 ans plus tard, les Saadiens finissent par chasser les Wattassides une première fois en 1549, puis une seconde fois en 1554 après une bréve période d'exercice du pouvoir wattasside sur le nord du Maroc. Ils règnent par la suite sur l'ensemble du Maroc avant d'étendre leur empire jusqu'à Tombouctou et Gao à partir de la fin du XVIe siècle.
Affaiblis par des querelles dynastiques et des conflits armés entre différents prétendants dès le début du XVIIe siècle, les Saadiens perdent progressivement le contrôle du pays au profit de chefs locaux et des confréries religieuses ; ils perdent tout pouvoir politique à partir de 1659 alors que le Maroc sombre dans l'anarchie en l'absence de pouvoir central, et ce jusqu'en 1666 avec la montée en puissance des princes alaouites du Tafilalet, qui réunifient le Maroc.

## Histoire

### Origines
Les Saadiens sont à l'origine des Arabes originaires de la région de Yanbo, en Arabie, installés au sud du Maroc dans la Vallée du Draa au XIVe siècle. Ils seraient chérifs en tant que descendants de Hassan ben `Alî, fils aîné de Ali et Fatima Zahra,.

### Débuts
Le fondateur de la dynastie, Abou Abdallah al-Qaim, entame à l'initiative de la confrérie Jazoula une guerre sainte contre les Portugais dès le mois d'août 1511, et tente de prendre sans succès la forteresse portugaise de Santa Cruz do Cabo de Gué (Agadir). La lutte des princes saadiens contre la présence portugaise commence à porter ses fruits, à la suite de l'assassinat du chef guerrier pro-portugais Ibn Tasfuft, avec la reprise des forteresses portugaises d'Aguz et de Mogador en 1525, et de Santa Cruz, Azamor et Safim en 1541.
À partir de 1524, les Saadiens entrent en lutte directe avec la dynastie wattasside, le fils aîné de al-Quaim Ahmed al-Araj prenant le contrôle de la région de Marrakech (où il fait construire une nécropole pour son père et le saint soufi al-Jazouli), tandis que son frère cadet Mohammed ech-Cheikh garde la province du Souss. En 1537, les Saadiens obtiennent leur indépendance des Wattassides et, en 1544, ech-Cheikh entre en conflit avec son frère aîné, et l'évince du pouvoir, restant seul souverain du nouveau royaume. Il s'attaque peu après au territoire des Wattassides (royaume de Fès) ; ces derniers appellent à l'aide la régence d'Alger, vassale de l'empire ottoman qui souhaite prendre pied au Maroc, permettant au wattasside Bou Hassoun de repousser ech-Cheick jusqu'en 1554, date à laquelle il est tué à la bataille de Tadla. Mohammed ech-Cheickh réunifie le Maroc autour de sa bannière, et transfère la capitale à Marrakech.
Ech-Cheikh cherche alors à se prémunir des prétentions des communautés religieuses qui l'ont amené sur le trône, tout en s'assurant que les Ottomans ne deviennent pas une menace trop tangible. Ayant réussi son premier objectif, il assure le second en s'alliant à l'Espagne, bien que catholique. Mais le souverain saadien est assassiné en 1557. Son fils Abdallah el-Ghalib lui succède, maintenant l'alliance espagnole tout en essayant de reconquérir - vainement - Mazagan en 1562. Il meurt en 1574, après avoir désigné son fils Muhammad al-Mutawakkil comme héritier. 

### Bataille des Trois Rois
Le roi du Portugal Sébastien Ier, âgé de 24 ans et qui rêve de croisade contre les Infidèles, se porte avec 16 000 hommes à la rencontre du nouveau sultan saadien Abu Marwan Abd el-Malik, à l'appel du neveu de celui-ci el-Mutawakkil, déchu de son trône. Le 4 août 1578, l'affrontement a lieu près de Ksar el-Kébir (ou Alcazarquivir), au nord du Maroc, et les 40 000 cavaliers du sultan anéantissent les troupes portugaises. el-Mutawakkil se noie dans l'oued el Makhazen en tentant de fuir, Sébastien meurt au combat. Quant à Abd el-Malik, il meurt lui aussi au cours de la bataille, d'une intoxication alimentaire. Cette « bataille des Trois Rois » entraîne deux ans plus tard l'invasion du Portugal par le roi d'Espagne Philippe II et l'union dynastique des deux royaumes. Les milliers de prisonniers portugais permettent de renforcer les effectifs des renégats et de soutirer un tribut aux familles nobles portugaises pour leur rachat.

### Conquête de l'empire songhaï
À la fin du XVIe siècle, le sultan Ahmed el-Mansour ed-Dahbi, successeur d'Abd el-Malik, va porter la dynastie saadienne à son apogée. Il s'inquiète du fléchissement des livraisons d'or au Maroc, via l'oasis de Sijilmasa, au nord du Sahara. Il souhaite s'approprier ce commerce, reprendre le contrôle des principales salines et routes commerciales transsahariennes et enrichir sa capitale avec « l'or du Soudan » (ancienne dénomination arabe des pays d'Afrique sub-saharienne, « Bilad as-Sudan » en arabe voulant dire « pays des noirs »). À ce titre, il revendique les salines de Teghaza, en plein désert, qui font partie de l'Empire songhaï.
L'empire des Songhaï est né huit siècles plus tôt, à l'époque des Mérovingiens et de Mahomet (VIIe siècle), autour de la petite ville de Koukia, dans la boucle du Niger. Il prospère rapidement grâce au commerce transsaharien, en expédiant vers l'Afrique du Nord du sel et de l'or mais aussi de l'ambre gris, de la gomme arabique, des peaux de léopards et des esclaves. Il reçoit en contrepartie du Maghreb des produits manufacturés (bijoux, armes, étoffes, miroirs…) ainsi que des produits agricoles (blé, chevaux…). Le commerce d'esclaves vers le Maroc devient plus que jamais florissant. Mais le Songhai finit par entrer en conflit avec les Saadiens pour la possession des mines de sel du désert.
En 1589, Ahmed el-Mansour envoie vers le Niger une puissante expédition qui écrase l'armée d'Askia Ishaq à la bataille de Tondibi et occupe la région. Askia propose aux Saadiens un généreux tribut et le monopole du commerce du sel en échange de leur départ. Mais le sultan refuse. Son armée, commandée par Mahmoud Zergoun, poursuit les troupes du Songhai et les écrase complètement pendant que Askia Ishaq est massacré par des rebelles.
Ahmed el-Mansour obtient la soumission du maï (roi) du Bournou, Idrīs Alaoma, qui le reconnaît comme « Madhi suprême » et lui prête le serment de la bay'a,. Les Saadiens imposent désormais leur domination sur toute la frange méridionale du Sahara, mais leur commerce avec Sijilmasa ne se redresse pas pour autant.

## Économie

### Exploitation sucrière
L'exploitation sucrière, qui existait déjà depuis le XIe siècle au Maroc, semble avoir perduré depuis lors, fluctuant en termes de prospérité en fonction du contexte politique, économique et social sous les Saadiens.
Le sucre est ainsi devenu une source de richesse essentielle pour la nouvelle dynastie Saadienne qui a investi dans l'aménagement du réseau des sucreries dans la région du Souss, ce qui a permis de propulser l'exploitation sucrière à une échelle industrielle. Les archives diplomatiques européennes témoignent de l'importance, dès le début du XVIe siècle, du commerce du sucre avec les marchands européens, principalement anglais et français, sur le port de Santa Cruz (Agadir). Les conditions favorables au développement d'une industrie sucrière rentable semblent en effet réunies : la stabilité politique et le contrôle du territoire ont permis le développement des infrastructures nécessaires, ainsi que l'ouverture de nouveaux débouchés commerciaux vers l'Europe directement depuis la côte atlantique de la plaine.
Dans ses écrits, Jean-Léon l'Africain indiquait qu'elle était toujours pratiquée dans le Souss au début du XVIe siècle, à l'époque de l'avènement des nouveaux souverains. Ainsi, cette production n'est pas une contribution directe de la nouvelle dynastie, mais elle connaît un développement significatif sous son égide.
L'analyse des sources textuelles suggère ainsi que la réorganisation agricole et industrielle du Sous a été d'envergure, ce que confirment également les vestiges archéologiques des sucreries de la plaine. Ces vestiges sont bien connus grâce aux travaux réalisés dans les années 1950-1960 par Paul Berthier. Ses recherches ont révélé d'une part le nombre important d'établissements industriels avec dix sucreries identifiées dans la plaine du Souss et d'autre part l'ampleur des aménagements nécessaires à leur fonctionnement ainsi qu'à la culture de la canne à sucre. Parmi ces aménagements, la mise en place d'un réseau hydraulique conséquent a été une étape essentielle pour le contrôle et la gestion de l'eau indispensables à la fois pour l'irrigation d'une culture très exigeante en eau, et pour actionner les broyeurs de canne utilisant la force hydraulique.

## Dynastie

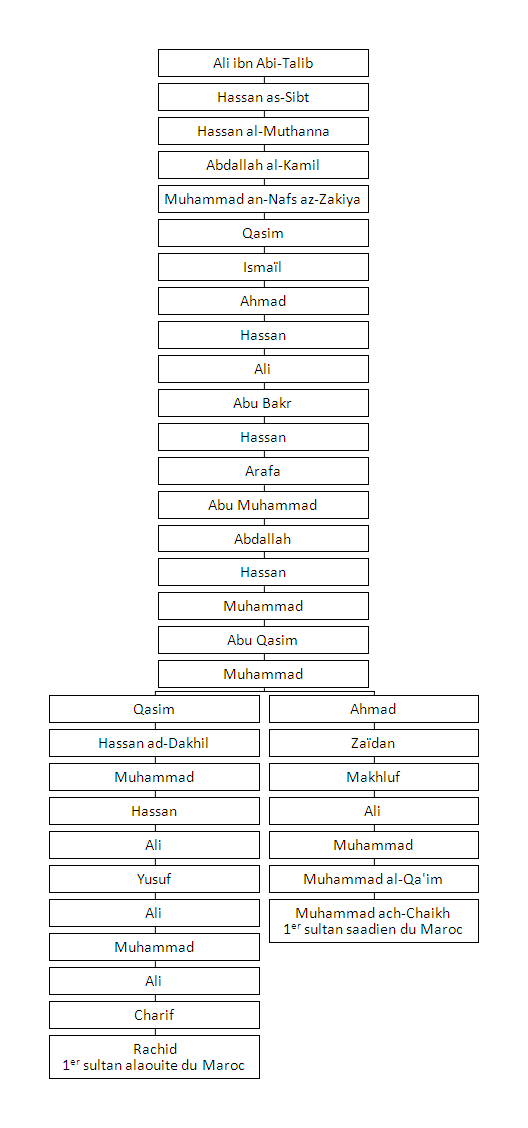
Généalogie des chérifs saadiens du Maroc, démontrant leur lien de parenté avec la dynastie alaouite actuellement régnante

### Les princes saadiens de Tagmadert
- 1511 - 1517 : Abou Abdallah al-Qaim
- 1517 - 1540 : Ahmed al-'Aʿraj et Mohammed ech-Cheikh
- 1540 - 1554 : Mohammed ech-Cheikh

### Les sultans saadiens
- 1554 - 1557 : Mohammed ech-Cheikh
- 1557 - 1574 : Abdallah el-Ghalib
- 1574 - 1576 : Mohammed el-Mottouakil (Mohammed Saadi II)
- 1576 - 1578 : Abu Marwan Abd al-Malik dit El-Moatassem Billah
- 1578 - 1603 : Ahmed el-Mansour dit Ed-Dahabi

1603-1659 les sultans Saadiens, basés à Marrakech
- 1603 - 1609 : Abou Faris
- 1609 - 1628 : Zaidan el-Nasir
- 1628 - 1631 : Abd al-Malik II
- 1631 - 1636 : Al-Walid
- 1636 - 1654 : Mohammed ech-Cheikh es sghir (Mohammed Saadi III)
- 1654 - 1659 : Ahmed el-Abbas

1603-1627 les dirigeants Saadiens basés à Fes, avec un pouvoir local seulement
- 1604 - 1613: Mohamed ech Cheikh II el Mamoun
- 1613 - 1623: Abdallah II
- 1623 - 1627: Abd el Malek

## Chronologie
1524 : La famille saadienne se rend maîtresse de Marrakech. Il s'agit d'une lignée chérifienne originaire de Tamegroute, un village dans la vallée du Draâ, dont l'un des chefs Abou Abdallah, disparu en 1517, avait rallié derrière lui le Souss pour lutter contre les Portugais. Le rôle grandissant des Saadiens va de pair avec l'essor des zaouias ou confréries, et l'autorité spirituelle grandissante des marabouts, phénomène fréquent en période de crise alors que l'islam paraît menacé. Mohammed el-Jazouli, chef d'une puissante zaouïa du Souss, a ainsi soutenu dès 1511 la désignation comme chef de guerre d'Abou Abdallah surnommé « Celui qui est appelé par Dieu ».
1524 - 1550 : règne d'Ahmed al-Wattassi. Il doit reconnaître aux Saadiens une indépendance de fait dans les régions du Sud. Quand il se décide à marcher sur Marrakech en 1528, il est battu et doit se replier. Deux fils d'Abou Abdallah se partagent alors le pouvoir dans le sud du pays : Ahmed al-'Aʿraj règne à Marrakech, Mohammed ech-Cheikh est gouverneur du Sous.
1537 : victorieux des Wattassides à l'Oued El Abid, les Saadiens obtiennent le partage du Maroc en deux royaumes dont la frontière est située à hauteur de la région du Tadla.
1541 : les Saadiens arrachent Agadir aux Portugais et apparaissent comme les défenseurs de l'islam alors que, trop faibles, les Wattassides cherchent à négocier avec les chrétiens. La chute d'Agadir marque le début du reflux portugais. Azemmour et Safi sont bientôt évacués et, après la prise de Fès, par les Saadiens, Ksar es-Seghir et Asilah sont abandonnés à leur tour en 1550. À cette date, les Portugais ne conservent plus que Tanger, Ceuta et Mazagan.
1548 : fait prisonnier par les Saadiens, le sultan est libéré contre l'abandon de Meknès.
1549 : prise de Fès par les Saadiens.
1550 : les Saadiens capturent Tlemcen et Mostaganem.
1551 : campagne de Tlemcen par les Ottomans.
1554 : appuyé par les Turcs d'Alger, Bou Hassoun, un Wattasside reprend Fès mais cette restauration est éphémère car Bou Hassoun est finalement vaincu et tué dans le Tadla par le Saadien Mohammed ech-Cheikh qui récupère Fès. Les derniers Wattassides sont massacrés par des pirates alors qu'ils fuyaient le Maroc.
1554-1557 : règne de Mohammed ech-Cheikh sur un Maroc réunifié, dont la capitale est transférée de Fès à Marrakech. Le sultan saadien, inquiet des ambitions ottomanes, se tourne alors vers l'Espagne de Philippe II et négocie secrètement avec le comte d'Alcaudete, gouverneur espagnol d'Oran, pour agir contre Alger mais les Turcs devancent l'offensive prévue et assiègent sans succès Oran, alors que les Saadiens échouent devant Tlemcen.
1557 : Mohammed ech-Cheikh est assassiné par un transfuge turc qui s'était mis à son service et sa tête est portée à Alger puis envoyée à Constantinople. Les troupes ottomanes menacent Fès après une bataille indécise livrée sur l'oued Sebou mais une sortie des forces espagnoles d'Oran les contraint au repli.
1557-1574 : règne d'Abou Mohammed Abdallah el-Ghalib Billah. Il échoue dans sa tentative contre Mazagan et la révolte morisque de Grenade gêne sa volonté d'alliance avec l'Espagne contre la menace ottomane. Celle-ci apparaît moins dangereuse après que les flottes chrétiennes ont battu à Lépante celle du sultan, en octobre 1571.
1574-1576 : règne de Mohammed el-Mottouakil, l'aîné des fils de Mohammed el-Ghalib alors que, selon la tradition, le frère aîné du défunt, Abu Marwan Abd al-Malik, aurait dû lui succéder. Abd al-Malik, qui a combattu dans les armées ottomanes, bénéficie du soutien du sultan turc qui cherche ainsi à installer enfin la puissance ottomane au Maroc. Abd al-Malik peut ainsi envahir le pays avec une puissante armée turque et il s'empare de Fès à la suite de la bataille d'al-Rukn, puis de Marrakech après avoir battu son neveu près de Rabat. Celui-ci recherche alors l'appui du roi du Portugal Sébastien, qui espère ainsi prendre pied de nouveau sur les côtes marocaines.
1576-1578 : règne d'Abu Marwan Abd al-Malik. Celui-ci cherche à écarter l'allié turc qui lui a permis de s'installer au pouvoir car il comprend que le sultan de Constantinople constitue la principale menace pour l'indépendance marocaine, autrement dangereuse que celle de l'Espagne de Philippe II, contrainte de disperser ses efforts d'Italie aux Pays-Bas.
1578 : bataille des Trois Rois, remporté par Abd el-Malik qui y trouve la mort.
1578-1603 : règne d'Ahmed al-Mansur Saadi, le frère d'Abd el-Malik. Son règne correspond à une période de paix qui voit l'Empire ottoman renoncer à ses ambitions en direction de l'ouest, ce qui contribue à fortifier l'indépendance saadienne.
1581 : prise des oasis du Touat qui constituaient une étape obligatoire sur la route menant vers Tombouctou et Gao, une route qui avait progressivement supplanté celle passant par le Tafilalet. Le déclin du commerce transsaharien – dont les caravanes sont maintenant concurrencées par les caravelles portugaises qui vont directement sur les côtes guinéennes –, la volonté de contrôler les salines de Teghaza dont s'est emparé l'empire songhaï de Gao, le désir de mettre la main sur les mines d'or du Soudan conduisent le Maroc à se tourner vers ces régions pour rétablir des échanges qui, pendant au moins sept siècles, s'étaient révélés très fructueux pour lui.
1603 : à la mort du sultan, emporté par une épidémie de peste, le pays voit bientôt s'affronter ses fils proclamés sultans, l'un à Fès, l'autre à Marrakech. Moulay Zaidan el-Nasir sort finalement vainqueur de la lutte l'opposant à ses frères Abou Faris et Al-Mamoun. Au cours des quarante ans qui suivent, plusieurs sultans saadiens se succèdent à Fès d'une part, à Marrakech de l'autre. Il faut attendre la victoire des Alaouites pour voir l'ordre et l'unité rétablis.
1609-1614 : expulsion des Morisques d'Espagne. Un grand nombre d'entre eux vient s'installer au Maroc. 13000 d'entre eux s'installent dans l'embouchure du Bouregreg et y mettent en place les fondations d'une république corsaire (1627-1668) appelée à devenir fameuse et à multiplier ses expéditions dans tout l'Atlantique.
1659: la première moitié du XVIIe siècle ayant marqué le déclin de la dynastie Saadienne, elle s'éteint définitivement après l'assassinat du dernier sultan Saadien Ahmed el-Abbas. Ce dernier fut assassiné par son oncle maternel, Kerroum al-Hajj al-Shabani, qui usurpa le pouvoir.